# Mickey's PhilharMagic
Mickey's PhilharMagic is een stereoscopische film in het Magic Kingdom in Florida, Tokyo Disneyland in Tokio en het Hong Kong Disneyland in Hong Kong. De film werd geregisseerd door George Scribner, die vooral bekend is door het regisseren van Disney's animatiefilm uit 1988, Oliver & Co. Tijdens de film wordt er gebruikgemaakt van 3D-brillen. De film werd gesponsord door Kodak.

## Plot
Mickey Mouse houdt een concertvoorstelling en vraagt Donald Duck om z'n instrumenten klaar te zetten. Mickey heeft zijn magische hoed meegenomen waar Donald niet aan mag komen. Donald doet dat toch en hierdoor komen de muziekinstrumenten tot leven en belandt Donald van de ene dimensie in de andere. Zo komt hij bij Belle en het Beest waar hij Lumiére tegenkomt en belandt hij vervolgen bij de bezemstelen uit Fantasia, Ariël uit De Kleine zeemeermin, Simba en Zazoe uit De Leeuwenkoning, Peter Pan en vliegt hij met een vliegend tapijt over de straten van Agrabah uit Aladdin waar hij Aladdin en Jasmine ontmoet.

## Liedjes
- Be Our Guest - Belle en het Beest (gezongen door Jerry Orbach)
- The Sorcerer's Apprentice - Fantasia
- Part of Your World - De Kleine zeemeermin (gezongen door Jodi Benson)
- I Just Can't Wait to Be King - De Leeuwenkoning (gezongen door Jason Weaver en Rowan Atkinson)
- You Can Fly! - Peter Pan (gezongen door Blayne Weaver en koor)
- A Whole New World - Aladdin (gezongen door Brad Kane en Lea Salonga)

## Locatie

### Disneyland Park (Parijs)
Op 18 mei 2018 werd de 3D-attractie voor in Disneyland Parijs aangekondigd. De attractie heet Mickey et son Orchestre PhilharMagique en staat in het Discoveryland Theatre. De 4D-attractie is op 1 oktober 2018 geopend ter ere van het 90-jarig bestaan van Mickey Mouse.

### Disney's California Adventure
Op 26 april 2019 opende de attractie ook in Disney's California Adventure park de 3D show is te vinden in het Sunset Showcase Theater in Hollywood Land, eerder in dit theater hebben daar ook Muppet*Vision 3D en For the First Time in Forever: A Frozen Sing-Along Celebration gespeeld.